# Cattedrale di Santa Maria Assunta (Ariano Irpino)
La cattedrale di Santa Maria Assunta è il duomo di Ariano Irpino (Ariano di Puglia fino al 1930), chiesa cattedrale della diocesi di Ariano Irpino-Lacedonia (già diocesi di Ariano). L'edificio è intitolato a Maria Santissima Assunta in cielo, la cui statua poggia sul portale centrale della facciata; altre due statue, quella di sant'Ottone Frangipane (patrono della città e della diocesi) e quella di sant'Elzeario da Sabrano (compatrono) sormontano invece i portali laterali. Riconosciuta per legge come monumento nazionale, nel 1984 è stata elevata da Giovanni Paolo II alla dignità di basilica minore.

## Storia
Sorta in epoca ignota sui ruderi di un antico tempio di Apollo (di probabile fondazione preromana), l'edificio non di rado è stato colpito da saccheggi e terremoti, andando incontro a diversi rifacimenti nel corso dei secoli. Del suo primitivo complesso si sa soltanto che, dopo essere stato rovinato da un terremoto nell'847 (benché alcune fonti riportino 848 o anche 858) e da un successivo sisma nell'anno 988 (la data è incerta, alcuni riportano 989 o 990), rimase poi pressoché intatto fino al 1255. In tale anno alcune milizie di Manfredi, dopo essere riuscite a penetrare nel borgo a tradimento (5 aprile), lo devastarono insieme al resto della città, che si era sempre mantenuta fedele al papato. Il nuovo re, Carlo I d'Angiò, dopo aver sconfitto Manfredi, fece riedificare molti dei luoghi distrutti dall'avversario a partire dal 1266: tra questi vi era anche la città di Ariano unitamente al suo duomo, che però fu completato molto più tardi, nel 1309.
La nuova costruzione fu danneggiata dal sisma del 1349 e poi devastata dal grande terremoto del 1456. Il vescovo di quel tempo, Orso de Leone, si fece carico del restauro, del quale ancora si possono ammirare i resti nell'antico soccorpo e nella parte inferiore dei pilastri interni (successivamente intonacati).
Nuovi eventi funesti investirono la basilica con i terremoti del marzo 1517, del giugno 1688, del settembre 1694, del marzo 1702 e, soprattutto, del novembre 1732. In particolare, nell'ultima occasione l'allora vescovo Filippo Tipaldi completò la nuova costruzione del sacro edificio nel 1736, dandole la struttura e le forme moderne.
Danneggiata nuovamente dal terremoto del 1962, la cattedrale venne quindi sottoposta a lunghi rimaneggiamenti per poi riaprire al culto nel 1982 mentre il campanile, crollato a seguito del sisma del 1980 senza fare vittime, venne ricostruito in una fase successiva.

## Esterno

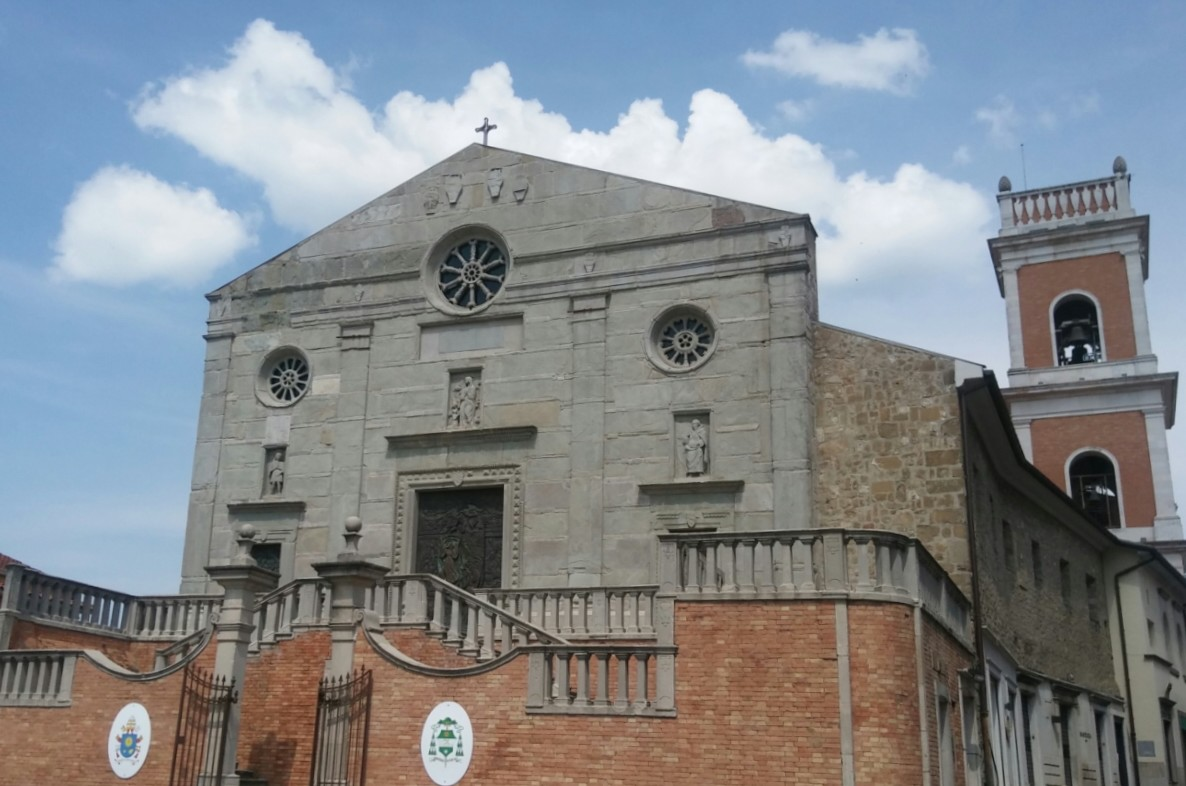

La facciata, in pietra arenacea verde di Roseto, venne interamente ricostruita dopo il terremoto del 1456 secondo uno stile romanico a capanna. Risalgono dunque a quel periodo i tre portali architravati e le nicchie sovrastanti con le statue dell'Assunta, di Sant'Ottone e di Sant'Elzeario, mentre più in alto si trovano i tre rosoni raggiati. All'edificio, sopraelevato rispetto alla sede stradale, si accede attraverso una scalea a due rampe costruita attorno al 1827 per volontà dell'allora vescovo Domenico Russo. Sul fianco della scalinata si evidenzia un campione di unità di misura in pietra datato 1491, mentre alla base si ammira un tabernacolo con quattro medaglioni in bronzo raffiguranti i santi patroni della città; tale opera venne realizzata nel 1911 per volere dell'allora vescovo Andrea D'Agostino.
Oltre il campanile, alle spalle della cattedrale e comunicante con essa vi è la residenza vescovile avente affaccio sulla centrale piazza Plebiscito, sede del palazzo municipale.

## Interno
L'interno a tre navate presenta la classica pianta a croce latina. Le navate, sormontate da volte a crociera che ospitano in ricche cornici di stucco le tele raffiguranti i Dodici Apostoli (1748-1754) di Saverio Persico, si intersecano con il transetto posto in posizione rialzata, andando a terminare nel presbiterio.
Entrando sulla sinistra si ammira il battistero, con una vasca in marmo bianco (inizio del XVII secolo) sormontata da un arco del 1585, realizzato inizialmente per un altare, con scene favolistiche e richiami mitologici che intrecciano animali e fogliame. A lato si trova invece il reperto di gran lunga più antico, un fonte battesimale ad immersione su cui è incisa un'iscrizione del 1070 riportante l'evento (voluto dall'allora vescovo Mainardo) della trasposizione del fonte stesso da altra chiesa.
Procedendo sulla sinistra si ammirano la cappelle dedicata alla Vergine di Pompei e a Sant'Alfonso, le cappelle del Sacro Cuore, di Santa Maria del Carmelo, e delle Sacre Spine con una teca con torretta gotica (XIV-XV secolo) che le contiene, quindi la cappella di Sant'Elzeario e infine la cappella della Visitazione.
Sulla destra, dopo un crocifisso di buona fattura, spiccano invece le cappelle dell'Addolorata e di San Liberatore e, in fondo alla navata, la cappella di Sant'Ottone, patrono della città e della diocesi, la cui statua risale al 1618.
Nell'abside, sul frontone del coro ligneo (XVI secolo) di fra' Tommaso da Vasto, si ammira la tela dell'Assunzione di Maria Vergine al cielo (1745) eseguita da anonimo per volere dell'allora vescovo Filippo Tipaldi.
Notevole anche il pulpito con pannelli rettangolari in bassorilievo raffiguranti la Natività, la Crocifissione e la Resurrezione (1615) attribuiti a Federico Fiorelli, mentre numerose altre opere pregevoli, quali ad esempio il dipinto della Madonna del Parto e l'ostensorio (1452) di Pietro Vannini, sono custodite nell'attiguo Museo degli argenti, allestito nel 1997.

## Campanile

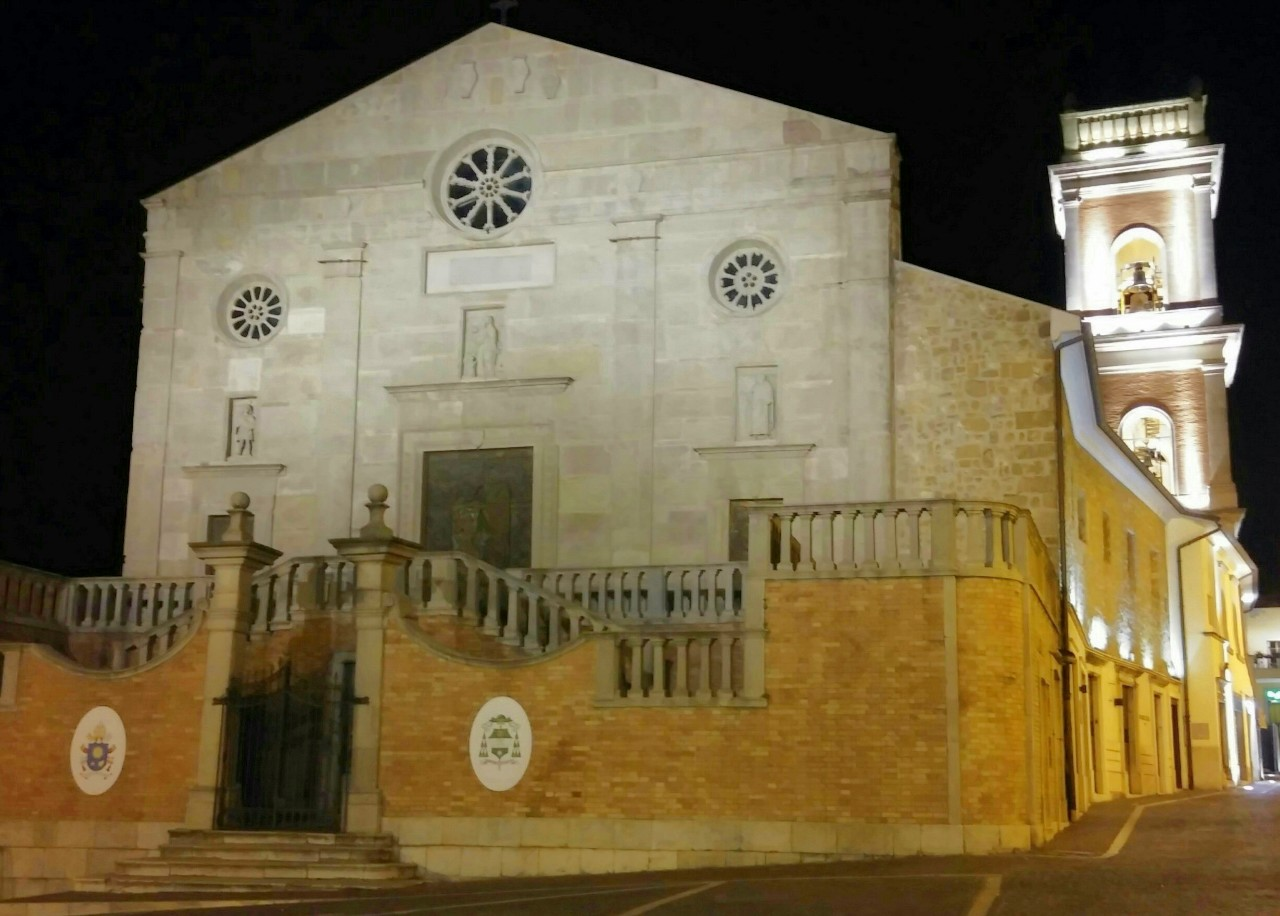
Veduta notturna

Non si hanno notizie certe circa l'esistenza del campanile fino al 1530 quando il vescovo (poi divenuto cardinale) Diomede Carafa lo fece costruire lungo la facciata principale della cattedrale. Gravemente danneggiato e poi crollato a seguito di una serie di terremoti susseguitisi nel 1688, 1694, 1702 e 1732, fu poi ricostruito in posizione più arretrata nel corso dell'Ottocento per merito dei vescovi Domenico Russo e Francesco Capezzuto. Rimasto indenne dopo il terremoto del 1930 ma poi danneggiato dal sisma del 1962 e mal restaurato, il campanile crollò per due terzi a seguito del terremoto del 1980; fu successivamente ricostruito nello stesso sito e secondo le medesime proporzioni.
La base del campanile è posta a un'altitudine di 778 m s.l.m., mentre la sua sommità raggiunge una quota esatta di 800 m s.l.m..